# 1994 na televisão
Nesta página encontram-se os fatos, estreias e términos sobre televisão que aconteceram durante o ano de 1994.

## Eventos

### Fevereiro
- 12 de fevereiro — É inaugurada a TV Centro América Sinop, afiliada da Rede Globo em Sinop, Mato Grosso.

### Abril
- 10 de abril — Na Rede Globo, o Fantástico ganha nova vinheta, logotipo, gráficos e cenário.
- 11 de abril — Na Rede Globo, o Jornal Hoje ganha nova vinheta, logotipo, cenário e gráficos.

### Junho
- 1 de junho — É inaugurada a TV Fronteira Paulista, afiliada da Rede Globo em Presidente Prudente, São Paulo.
- 17 de junho–17 de julho — A Rede Globo, SBT e a Rede Bandeirantes realizam a cobertura da Copa do Mundo FIFA de 1994.

### Julho
- 1 de julho — Entra no ar a HBO Brasil, criada e programada por Rubens Ewald Filho, versão brasileira do canal homônimo estadunidense controlada pelo Grupo Abril, em sociedade com a Time Warner, substituindo a versão brasileira do canal Showtime.

### Agosto
- 8 de agosto — Entra no ar, a Rede Mulher.
- 10 de agosto — É inaugurada a TV Alterosa Sul de Minas, afiliada do SBT em Varginha, Minas Gerais.

### Setembro
- 1 de setembro — Ocorre o escândalo da parabólica, quando é vazada uma conversa entre o ministro da fazenda Rubens Ricupero e o jornalista da Rede Globo Carlos Monforte, minutos antes de uma entrada ao vivo (cujo feed podia ser captado via parabólica comum) para o Jornal da Globo, onde o ministro declara: "Eu não tenho escrúpulos; o que é bom a gente fatura, o que é ruim a gente esconde". Ricupero estava diretamente envolvido no Plano Real e o episódio ocasionou sua demissão voluntária do governo de Itamar Franco em 6 de setembro.[1][2]
- 17 de setembro — Estreia no Brasil, o canal Fox.

## Programas

### Brasil

#### Janeiro
- 1 de janeiro — Termina Marielena no SBT.
- 15 de janeiro — Estreia MTV al Dente na MTV Brasil.

#### Fevereiro
- 16 de fevereiro — Termina Show Maravilha no SBT.
- 18 de fevereiro — Termina Família Brasil na Rede Manchete.
- 20 de fevereiro — Estreia Hot Hot Hot no SBT.
- 21 de fevereiro — Estreia Tudo por Brinquedo na CNT.
- 25 de fevereiro — Termina Direito de Amar no Vale a Pena Ver de Novo na Rede Globo.
- 28 de fevereiro — Reestreia Rainha da Sucata no Vale a Pena Ver de Novo na Rede Globo.

#### Março
- 26 de março — Termina Rá-Tim-Bum na TV Cultura.
- 29 de março — Estreia A Revanche na Rede Record.

#### Abril
- 8 de abril — Termina Olho no Olho na Rede Globo.
- 9 de abril — Termina Guerra sem fim na Rede Manchete.
- 11 de abril
  - Estreia Programa Sergio Mallandro no SBT.
  - Estreia A Viagem na Rede Globo.
  - Estreia 74.5 - Uma Onda no Ar na Rede Manchete.
- 26 de abril — Estreia A Madona de Cedro na Rede Globo.
- 30 de abril — Estreia Casa do Terror na Rede Globo.

#### Maio
- 6 de maio — Termina A Madona de Cedro na Rede Globo.
- 7 de maio — Termina Casa do Terror na Rede Globo.
- 9 de maio
  - Estreia Castelo Rá-Tim-Bum na TV Cultura.
  - Estreia Éramos Seis no SBT.
- 13 de maio — Termina Sonho Meu na Rede Globo.
- 16 de maio — Estreia Tropicaliente na Rede Globo.
- 17 de maio — Estreia Memorial de Maria Moura na Rede Globo.

#### Junho
- 4 de junho — Estreia Xuxa Park na Rede Globo.
- 17 de junho — Termina Memorial de Maria Moura na Rede Globo.

#### Julho
- 13 de julho — A Rede Globo exibe o telefilme Uma Mulher Vestida de Sol.
- 16 de julho — Termina Fera Ferida na Rede Globo.
- 18 de julho — Estreia Pátria Minha na Rede Globo.
- 29 de julho — Termina Kliptonita na Rede Record.

#### Agosto
- 1 de agosto — Estreia Flashman na Rede Record.
- 22 de agosto — Estreia Confissões de Adolescente na TV Cultura.

#### Setembro
- 16 de setembro — Termina Rainha da Sucata no Vale a Pena Ver de Novo na Rede Globo.
- 19 de setembro — Reestreia Tieta no Vale a Pena Ver de Novo na Rede Globo.

#### Outubro
- 2 de outubro — Estreia Em Nome do Amor no SBT.
- 9 de outubro — Estreia Tentação no SBT.
- 21 de outubro — Termina A Viagem na Rede Globo.
- 22 de outubro — Termina 74.5 - Uma Onda no Ar na Rede Manchete.
- 24 de outubro — Estreia Quatro por Quatro na Rede Globo.

#### Novembro
- 29 de novembro — Estreia Incidente em Antares na Rede Globo.

#### Dezembro
- 5 de dezembro — Termina Éramos Seis no SBT.
- 6 de dezembro
  - Estreia As Pupilas do Senhor Reitor no SBT.
  - A Rede Globo exibe o Especial Leandro & Leonardo.
- 15 de dezembro — Termina A Revanche na Rede Record.
- 16 de dezembro — Termina Incidente em Antares na Rede Globo.
- 20 de dezembro — A Rede Globo exibe o Roberto Carlos Especial.
- 28 de dezembro — Estreia Brasil Legal na Rede Globo.
- 30 de dezembro
  - Termina Tropicaliente na Rede Globo.
  - A Rede Globo exibe a sua Retrospectiva 94.
- 31 de dezembro — A Rede Globo exibe o Réveillon do Faustão.

### Estados Unidos

#### Fevereiro
- 8 de fevereiro — Estreia Home Improvement (no Brasil: Arrumando Confusão) na Showtime.

#### Junho
- 28 de junho — Termina Home Improvement (no Brasil: Arrumando Confusão) no Showtime.

#### Julho
- 5 de julho — Estreia Home Improvement (no Brasil: Arrumando Confusão) na HBO.

#### Setembro
- 22 de setembro — Estreia Friends na NBC.

### México

#### Janeiro
- 31 de janeiro — Estreia Marimar no Las Estrellas.

### Portugal

#### Abril
- 8 de abril — Termina Verão Quente no Canal 1.
- 16 de abril — Estreia Na Paz dos Anjos no Canal 1.

## Nascimentos
| Data            | Nome                       | Profissão                                                      | Nacionalidade                  | Observações | Ref |
| --------------- | -------------------------- | -------------------------------------------------------------- | ------------------------------ | ----------- | --- |
| 6 de janeiro    | Bianca Salgueiro           | atriz e dubladora                                              | Brasil                         |             |     |
| 8 de janeiro    | Daniel Blanco              | ator                                                           | Brasil                         |             |     |
| 18 de janeiro   | Hunter Doohan              | ator, escritor e diretor                                       | Estados Unidos                 |             |     |
| 21 de janeiro   | Marny Kennedy              | atriz e cantora                                                | Austrália                      |             |     |
| 12 de fevereiro | Valentina Bandeira         | atriz                                                          | Brasil                         |             |     |
| 14 de fevereiro | Paul Butcher Jr.           | ator                                                           | Estados Unidos                 |             |     |
| 23 de fevereiro | Dakota Fanning             | atriz                                                          | Estados Unidos                 |             |     |
| 4 de março      | Thalles Cabral             | ator                                                           | Brasil                         |             |     |
| 19 de março     | Pedro Certezas             | comentarista esportivo e influenciador                         | Brasil                         |             |     |
| 23 de março     | Leonardo Bittencourt       | ator                                                           | Brasil                         |             |     |
| 26 de março     | Ratchapong Anomakiti       | ator, apresentador de televisão, mestre de cerimônias e modelo | Tailândia                      |             |     |
| 6 de abril      | Fabien Frankel             | ator                                                           | Reino Unido                    |             |     |
| 7 de abril      | Gabriel Calamari           | ator                                                           | Brasil                         |             |     |
| 8 de abril      | Pedro Malta                | ator                                                           | Brasil                         |             |     |
| 12 de abril     | Isabelle Drummond          | atriz                                                          | Brasil                         |             |     |
| 12 de abril     | Saoirse Ronan              | atriz                                                          | Estados Unidos                 |             |     |
| 18 de abril     | Moises Arias               | ator                                                           | Estados Unidos                 |             |     |
| 4 de maio       | Alexander Gould            | ator                                                           | Estados Unidos                 |             |     |
| 6 de maio       | Noah Galvin                | ator                                                           | Estados Unidos                 |             |     |
| 6 de maio       | Im Jae-hyuk                | ator                                                           | Coreia do Sul                  |             |     |
| 20 de maio      | Alex Høgh Andersen         | ator                                                           | Dinamarca                      |             |     |
| 6 de junho      | Olívia Torres              | atriz                                                          | Brasil                         |             |     |
| 9 de junho      | Nattapol Diloknawarit      | ator, modelo e empresário                                      | Tailândia                      |             |     |
| 11 de junho     | Ana Marta Ferreira         | atriz                                                          | Portugal                       |             |     |
| 23 de junho     | HoYeon Jung                | atriz                                                          | Coreia do Sul                  |             |     |
| 23 de junho     | Wanarat Ratsameerat        | ator, cantor e ceramista                                       | Tailândia                      |             |     |
| 29 de junho     | Camila Mendes              | atriz                                                          | Estados Unidos                 |             |     |
| 27 de julho     | Anajú Dorigon              | atriz                                                          | Brasil                         |             |     |
| 17 de agosto    | Taissa Farmiga             | atriz                                                          | Estados Unidos                 |             |     |
| 18 de agosto    | Madelaine Petsch           | atriz                                                          | Estados Unidos / África do Sul |             |     |
| 22 de agosto    | Israel Broussard           | ator                                                           | Estados Unidos                 |             |     |
| 25 de agosto    | Natasha Liu Bordizzo       | atriz                                                          | Austrália                      |             |     |
| 4 de setembro   | Joana Borges               | atriz                                                          | Brasil                         |             |     |
| 7 de setembro   | Kento Yamazaki             | ator                                                           | Japão                          |             |     |
| 9 de setembro   | Noppakao Dechaphatthanakun | ator, cantor e modelo                                          | Tailândia                      |             |     |
| 16 de setembro  | Stéfano de Gregorio        | ator                                                           | Argentina                      |             |     |
| 21 de setembro  | Fumi Nikaido               | atriz                                                          | Japão                          |             |     |
| 29 de setembro  | Nicholas Galitzine         | ator                                                           | Reino Unido                    |             |     |
| 6 de outubro    | Lucas "Cartolouco" Strabko | repórter esportivo e influenciador                             | Brasil                         |             |     |
| 9 de outubro    | Jodelle Ferland            | atriz                                                          | Canadá                         |             |     |
| 10 de outubro   | Bae Suzy                   | atriz e cantora                                                | Coreia do Sul                  |             |     |
| 25 de outubro   | MC M10                     | ator e cantor                                                  | Brasil                         |             |     |
| 17 de novembro  | Raquel Castro              | atriz                                                          | Estados Unidos                 |             |     |
| 29 de novembro  | Carolina Oliveira          | atriz                                                          | Brasil                         |             |     |
| 3 de dezembro   | Jake T. Austin             | ator                                                           | Estados Unidos                 |             |     |
| 4 de dezembro   | Poompat Iam-samang         | ator, cantor e modelo                                          | Tailândia                      |             |     |
| 17 de dezembro  | Felipe Latgé               | ator                                                           | Brasil                         |             |     |
| 21 de dezembro  | Ana Hikari                 | atriz                                                          | Brasil                         |             |     |
| 29 de dezembro  | Letícia Salles             | atriz                                                          | Brasil                         |             |     |

## Mortes
| Data           | Nome                | Profissão                                     | Nacionalidade            | Observações | Ref    |
| -------------- | ------------------- | --------------------------------------------- | ------------------------ | ----------- | ------ |
| 1 de janeiro   | Cesar Romero        | ator                                          | Estados Unidos           | n. 1907     | [ 3 ]  |
| 6 de janeiro   | Cláudia Magno       | atriz                                         | Brasil                   | n. 1958     |        |
| 9 de janeiro   | Benjamin Cattan     | ator                                          | Brasil                   | n. 1925     |        |
| 12 de janeiro  | Caíque Ferreira     | ator                                          | Brasil                   | n. 1955     | [ 4 ]  |
| 22 de janeiro  | Telly Savalas       | ator                                          | Estados Unidos           | n. 1922     | [ 5 ]  |
| 3 de fevereiro | Raúl Chato Padilla  | ator                                          | México                   | n. 1918     |        |
| 25 de março    | Angelines Fernández | atriz                                         | México · Espanha (nasc.) | n. 1922     |        |
| 8 de maio      | George Peppard      | ator                                          | Estados Unidos           | n. 1928     | [ 6 ]  |
| 8 de julho     | Dick Sargent        | ator                                          | Estados Unidos           | n. 1930     | [ 7 ]  |
| 29 de julho    | Mussum              | comediante e músico                           | Brasil                   | n. 1941     | [ 8 ]  |
| 27 de setembro | Estevam Sangirardi  | radialista, comentarista esportivo e escritor | Brasil                   | n. 1923     |        |
| 12 de outubro  | Tony Ferreira       | ator                                          | Brasil                   | n. 1943     |        |
| 7 de outubro   | Maurício do Valle   | ator                                          | Brasil                   | n. 1928     |        |
| 20 de outubro  | Burt Lancaster      | ator                                          | Estados Unidos           | n. 1913     | [ 9 ]  |
| 11 de dezembro | Dionísio Azevedo    | ator e diretor                                | Brasil                   | n. 1922     | [ 10 ] |